# Безродний Павло Павлович
Павло Павлович Безродний (20 лютого 1931, смт. Градизьк Полтавської області) — український архітектор, професор (з 1994) кафедри Основ архітектури та архітектурного проєктування Київського національного університету будівництва і архітектури, кандидат архітектури (1970), почесний член Української академії архітектури (2022), учасник Німецько-радянської війни.

## Наукова діяльність
Павло Безродний — автор кількох книг з архітектури, серед яких «Архітектурний енциклопедичний словник».

## Відзнаки
- Лауреат Премії Ради Міністрів СРСР (1978),
- «Відмінник освіти України»,
- Медаль «За доблесну працю» у Великій Вітчизняній війні 1941—1945 рр.»

## Книги Павла Безродного
1. Безродний П. П. Интерьеры клубов и домов культуры. — К.: Будівельник, 1975. 95с.
2. Безродний П. П. Юрченко Ю. М. Интерьеры книжных магазинов. — К.: Будівельник, 1980. 128с.
3. Безродний П. П. Архітектурні терміни: Короткий російсько-український тлумачний словник = Архитектурные термины: Краткий русско-украинский толковый словарь / В. В. Савченка ред. К.: Вища школа. 2008. Вип. 2. 263 с.
4. Безродний П. П. Архітектурний енциклопедичний словник, 2024